# Amietophrynus lemairii
Amietophrynus lemairii är en groddjursart som först beskrevs av George Albert Boulenger 1901.  Amietophrynus lemairii ingår i släktet Amietophrynus och familjen paddor. IUCN kategoriserar arten globalt som livskraftig. Inga underarter finns listade i Catalogue of Life.